# Salix bistyla
Salix bistyla — вид квіткових рослин із родини вербових (Salicaceae).

## Морфологічна характеристика
Це кущ. Гілочки спочатку ворсинчасті, потім ± голі. Прилистки ≈ 5 мм; листкова ніжка приблизно такої ж довжини; листкова пластинка вузько-еліптична чи вузько обернено-яйцювато-еліптична, ≈ 7 × 2.5 см, абаксіально (низ) щільно-сіро вовниста, адаксіально ворсинчаста вздовж жилок, край залозисто пилчастий, верхівка гостра чи тупа. Сережки кінцеві, 4–6 × 1–1.5 см, густо квіткові; жіноча — товста, до 16 × 2 см у плодах. Коробочка яйцювата, до 9 мм, запушена, сидяча.

## Середовище проживання
Південний Центральний Китай, Тибет. Населяє гори; на висотах 2600–3400 метрів.